# Тер-Микелов, Гавриил Михайлович
Гавриил Михайлович Тер-Микелов (арм. Գաբրիել Միքայելի Տեր-Միքելյան, 1874—1949) — советский архитектор, член-корреспондент Академии архитектуры СССР (1937), Заслуженный деятель искусств Грузинской ССР (1937), профессор Тбилисской академии художеств (с 1926).

## Биография
Гавриил Михайлович Тер-Микелов родился в Ставрополе в армянской семье выходцев из Тифлиса в 1874 году. Отец работал в промышленных и коммерческих компаниях и по работе часто уезжал в командировки. Гавриил жил в Ставрополе до начала учёбы в школе. Среднее образование он получил в Тифлисском реальном училище.
В 1899 году Тер-Микелов закончил архитектурное отделение Петербургского института гражданских инженеров, после чего его строительная и творческая деятельность протекала в основном в Баку и Тбилиси.
В Баку жил около двадцати лет. В период с 1904 по 1918 годы создаётся и работает творческое содружество Г. М. Тер-Микелова, А. Я. Дубова и Г.Касумова, которое проектирует, получает подряды и осуществляет строительство. Одним из значимых зданий этого содружества является здание летнего Общественного собрания, ныне Азербайджанская государственная филармония.

## Работы

### В Баку
- Здание Бакинского отделения Тифлисского коммерческого банка (1905)
- Доходный дом братьев Адамовых (1907-09)
- Доходный дом братьев Тагиевых (1909-11)
- Бакинское коммерческое училище (1911) (ныне Азербайджанский государственный педагогический университет)
- Дом братьев Садыховых (1909-12)
- Летний клуб общественного собрания (1910-12, ныне — здание Азербайджанской государственной филармонии)
- Жилой дом работников Госбанка (1926)
- Здание Госбанка пр. Кирова
- Комплекс зданий Физиотерапевтического института им. Кирова (1937)

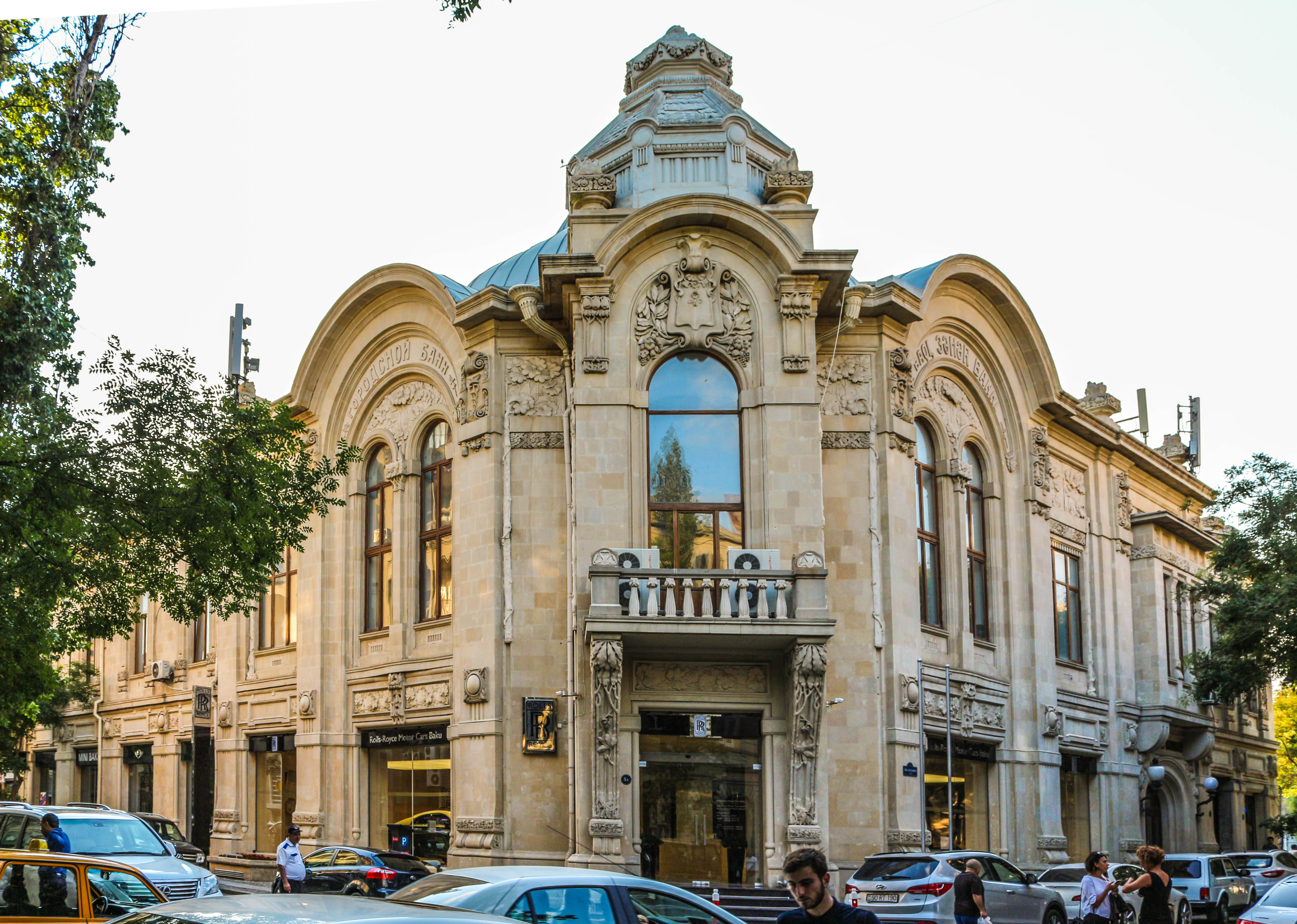
Здание Бакинского отделения Тифлисского коммерческого банка
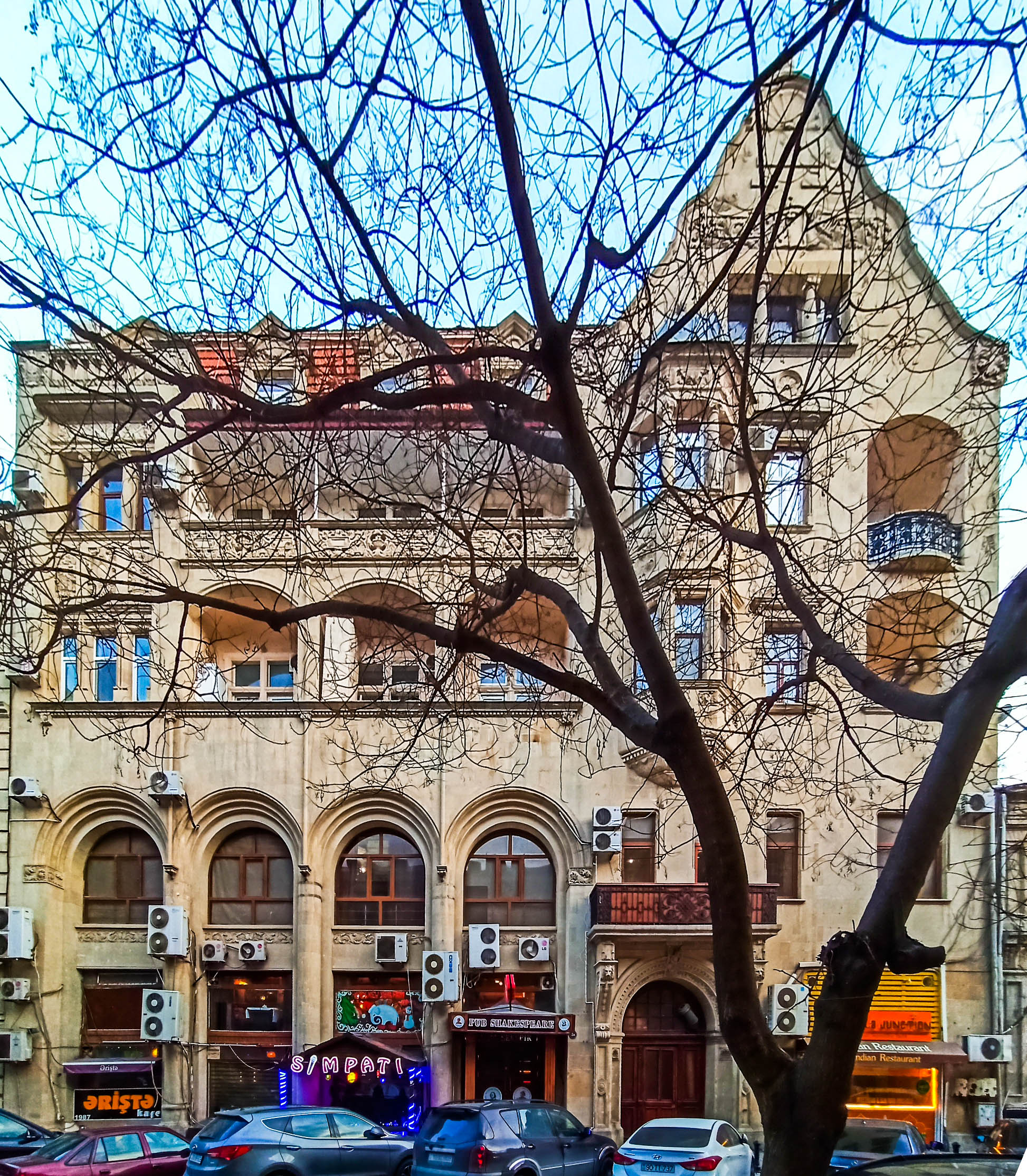
Доходный дом братьев Адамовых
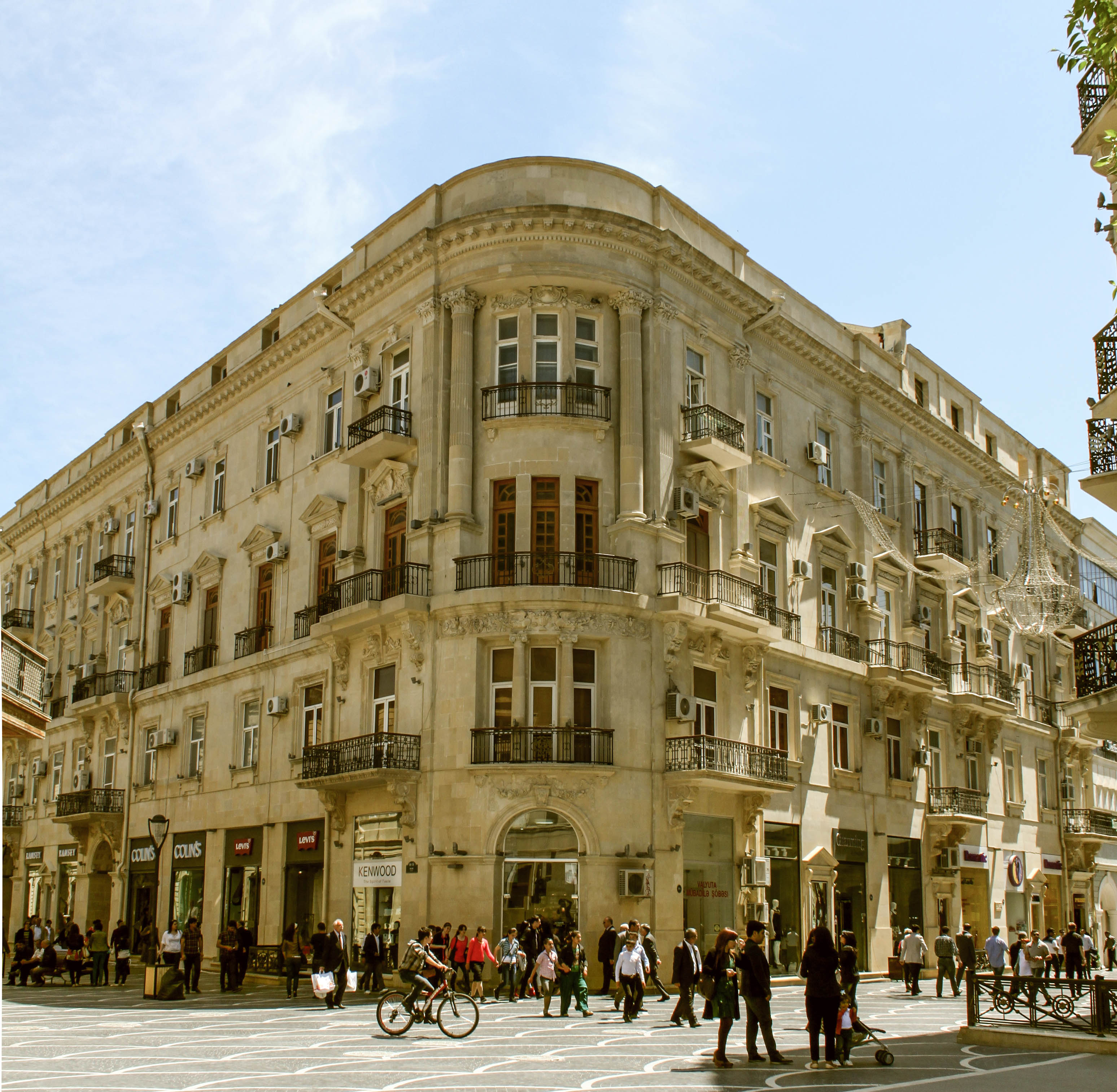
Доходный дом братьев Тагиевых
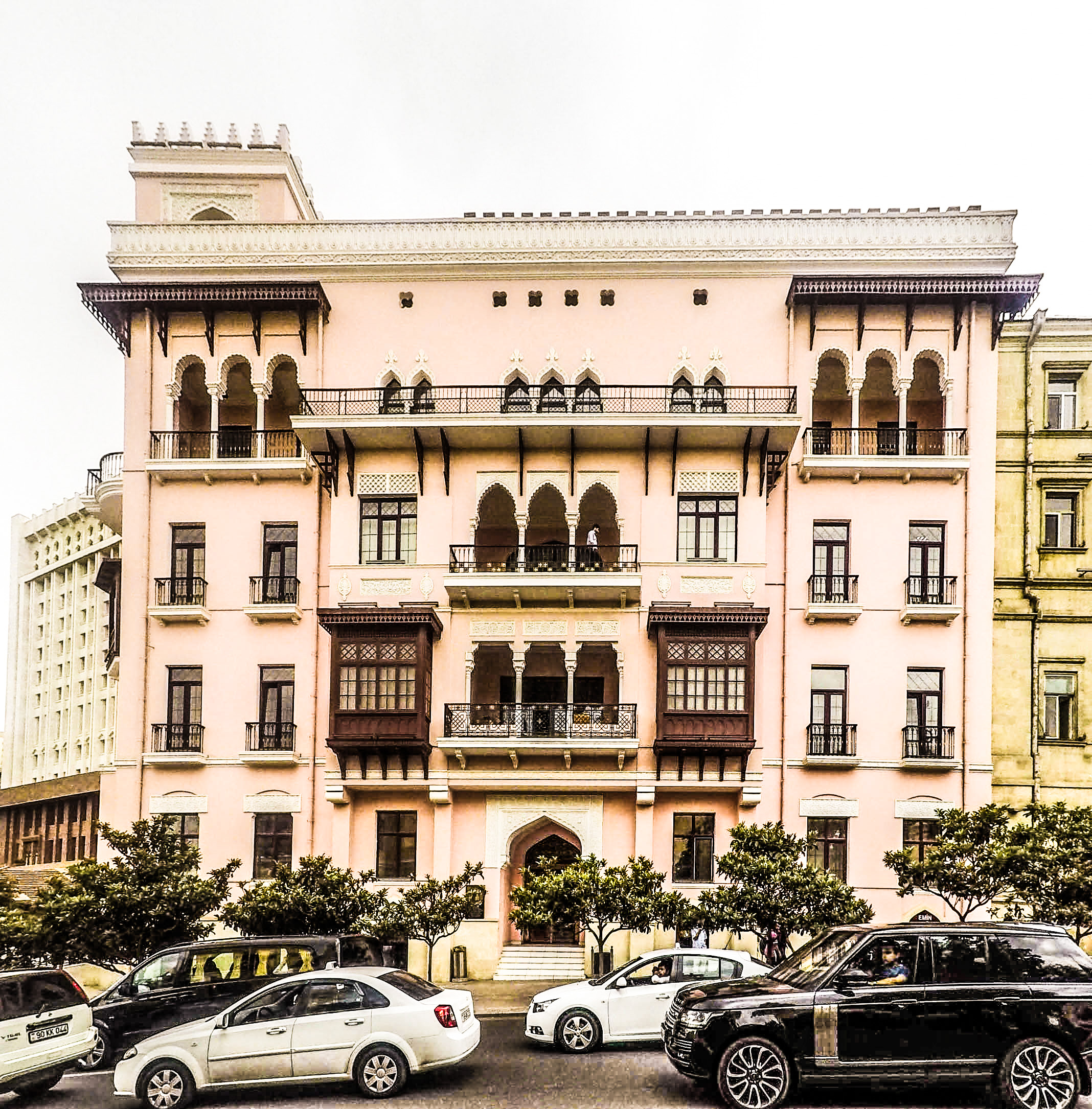
Баку. Дом братьев Садыховых
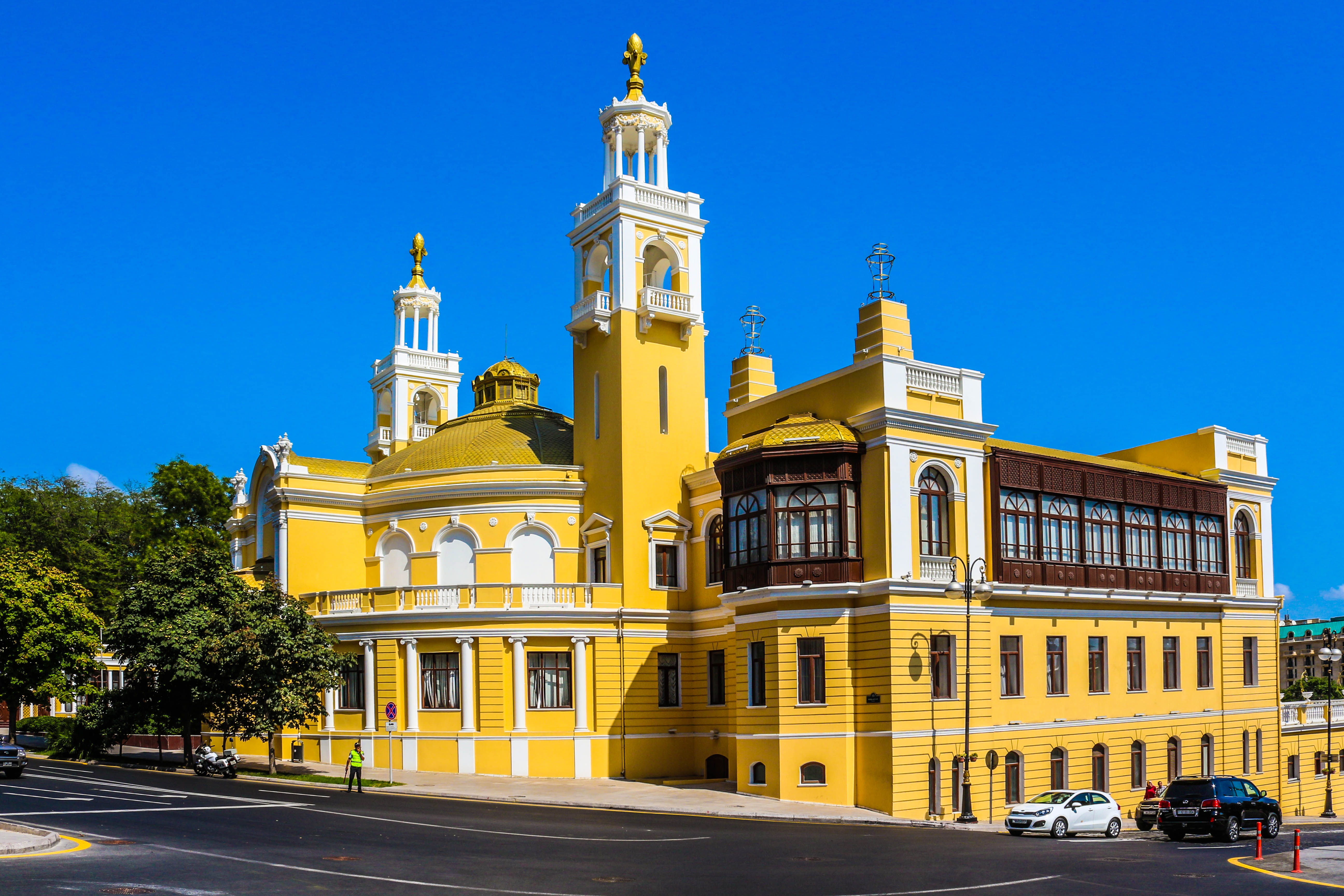
Летний клуб общественного собрания
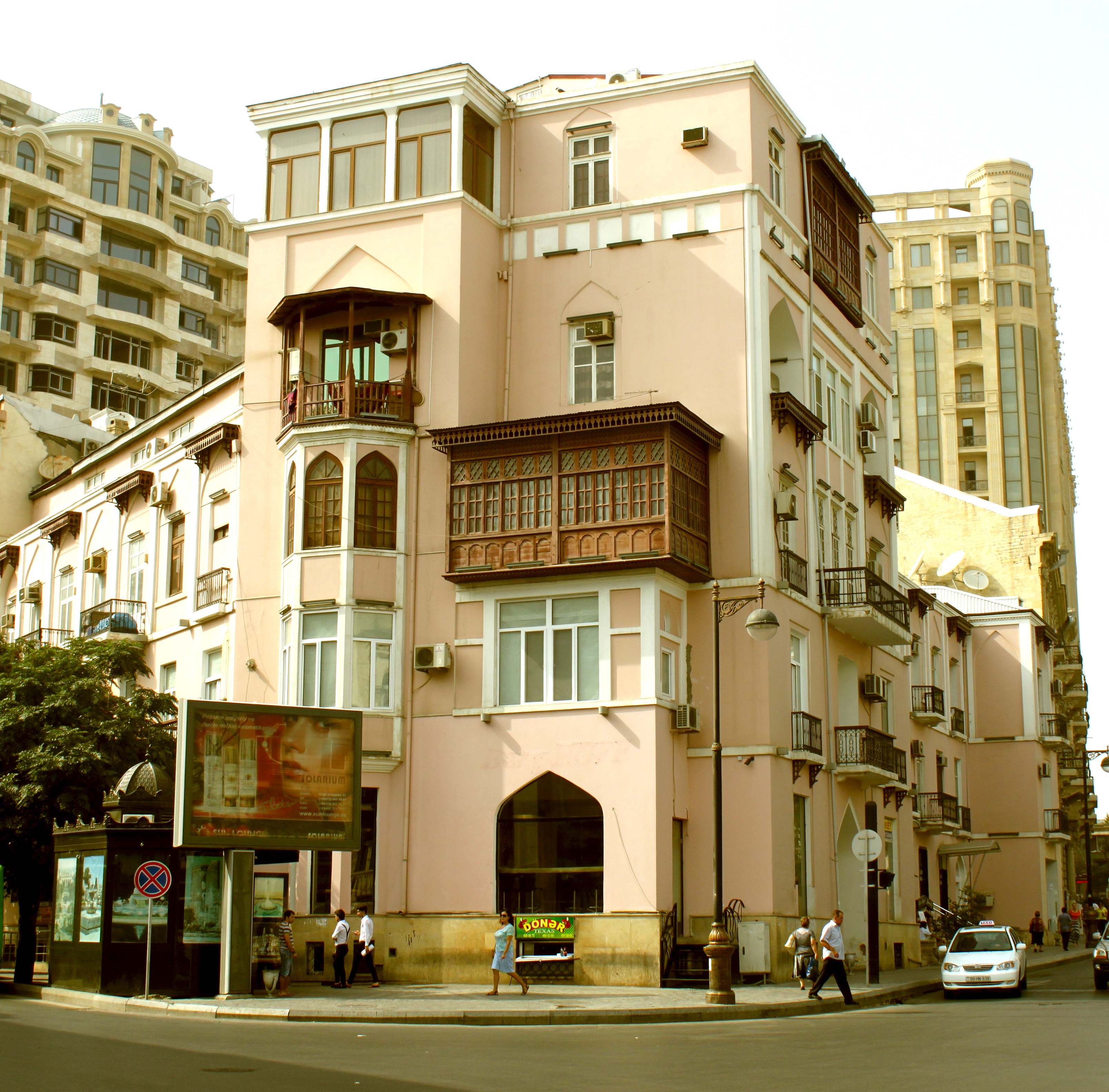
Жилой дом работников Госбанка

### В Тбилиси

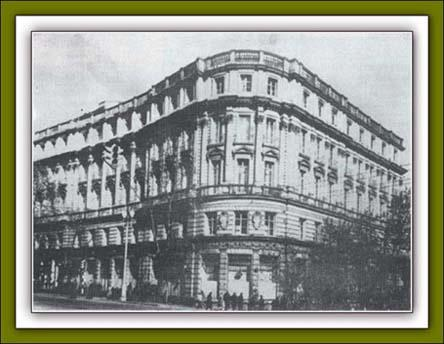
Гостиница «Мажестик»

- Гостиница «Мажестик» (1912—1915, ныне — «Тбилиси Marriott», проспект Руставели, 13)
- Здание Госбанка
- Тбилисский вокзал (1952, здание полностью перестроено в 1982—1991 годах)

### В Ялте

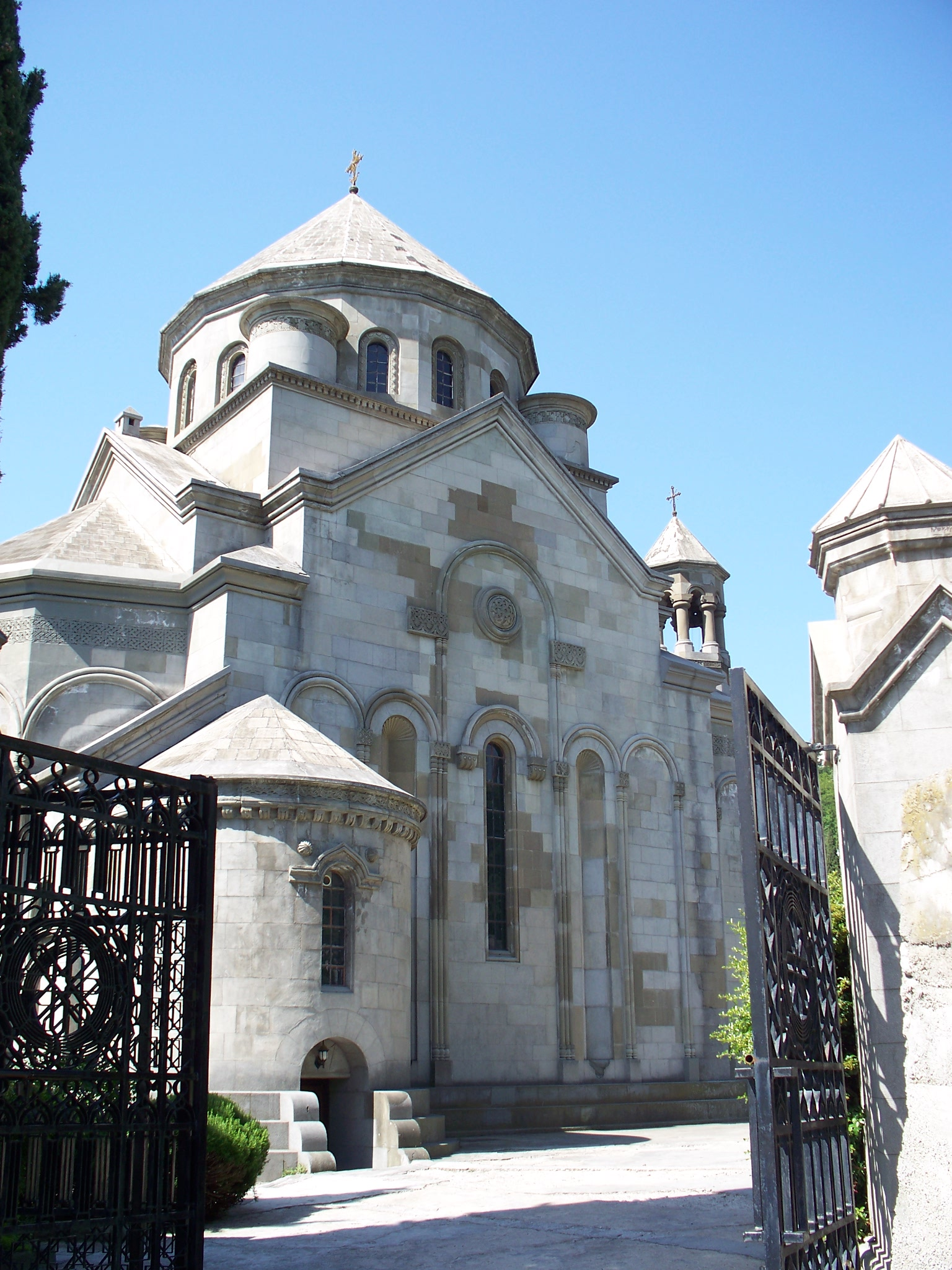
Армянская церковь в Ялте

- Армянская церковь в Ялте, на склоне холма Дарсан (1905—1909)